# St. Felix und Regula (Zürich-Hard)

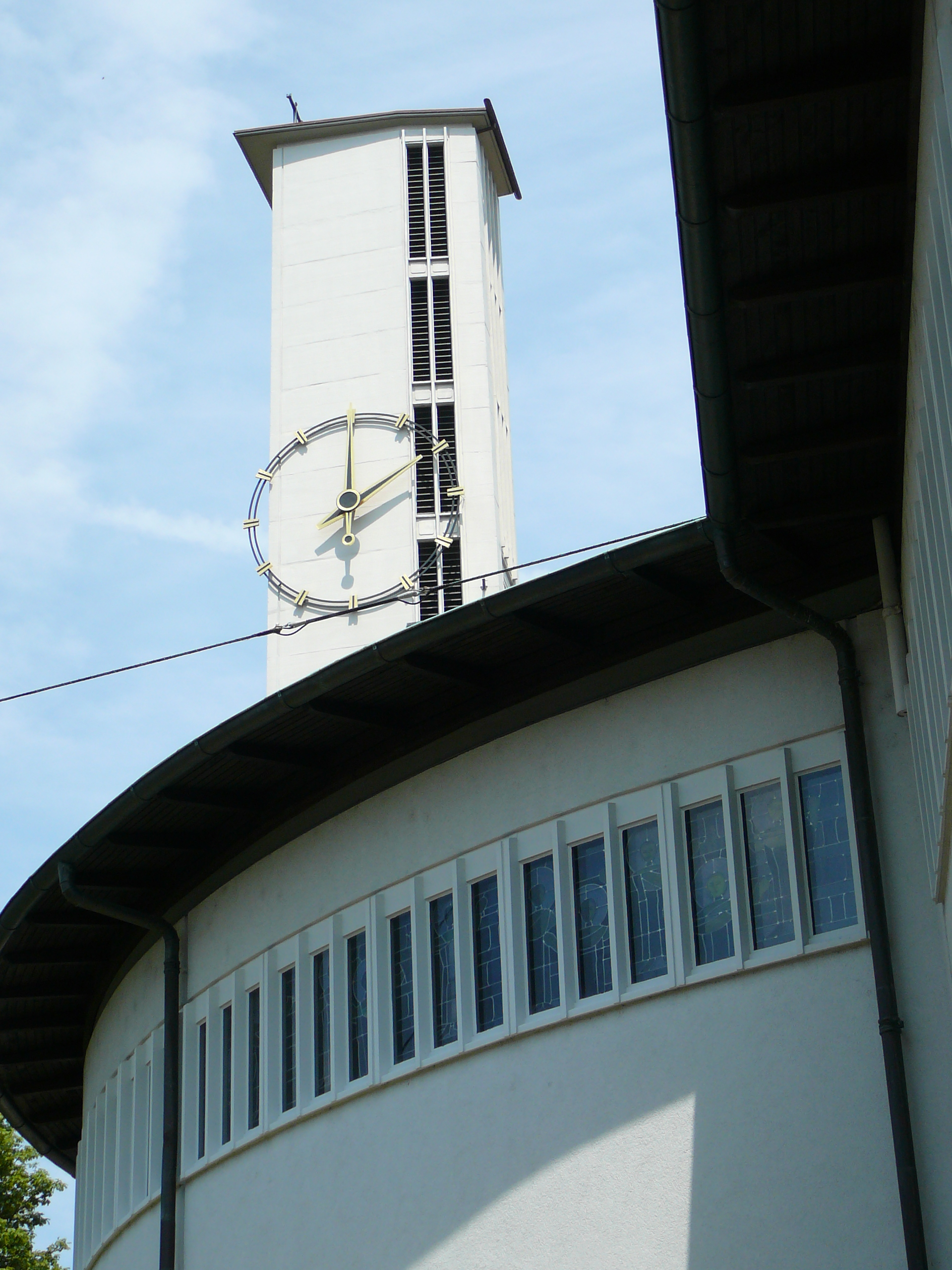
Kirche St. Felix und Regula, Ansicht von der Hardstrasse

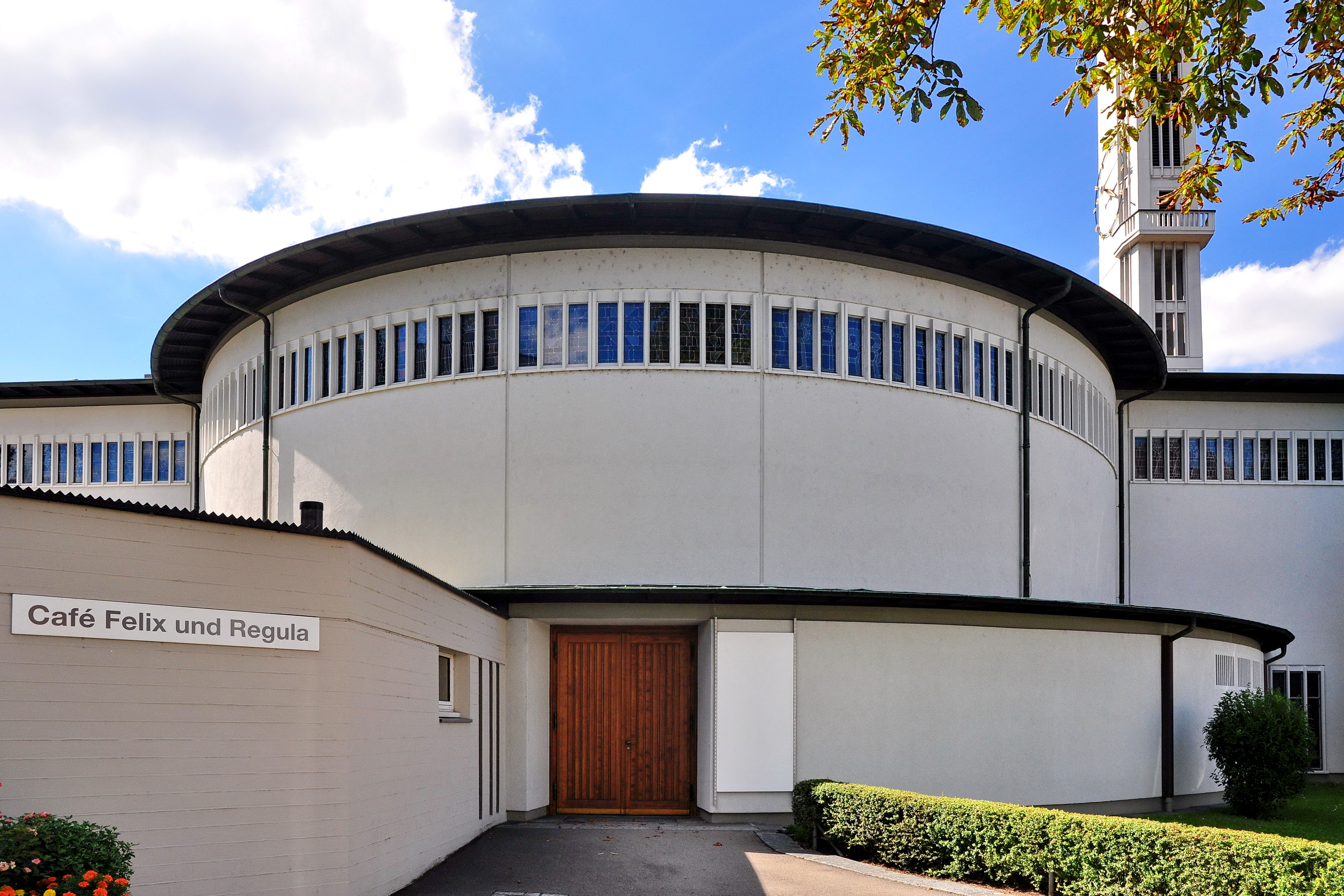
Ansicht von Osten

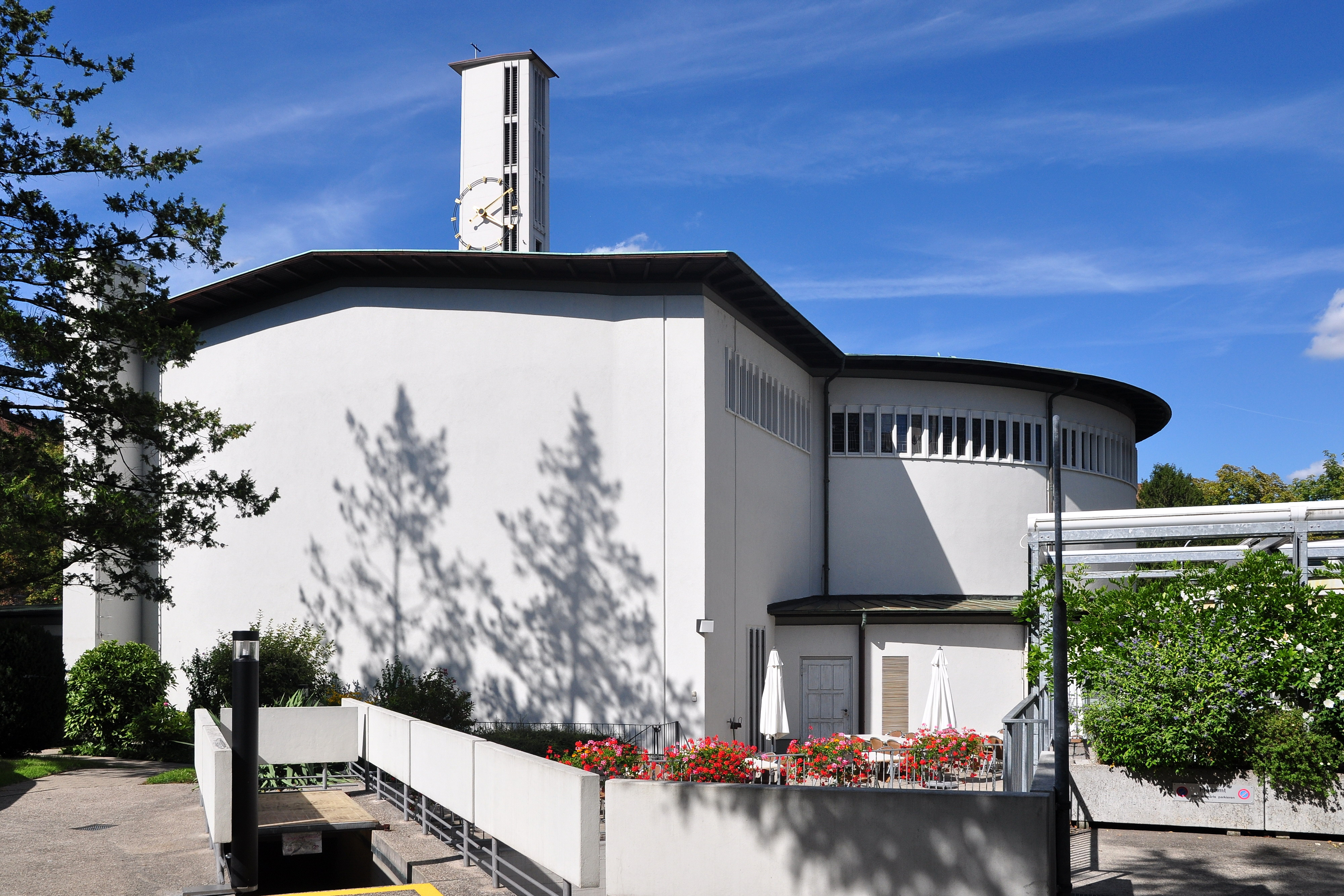
Ansicht von Süden

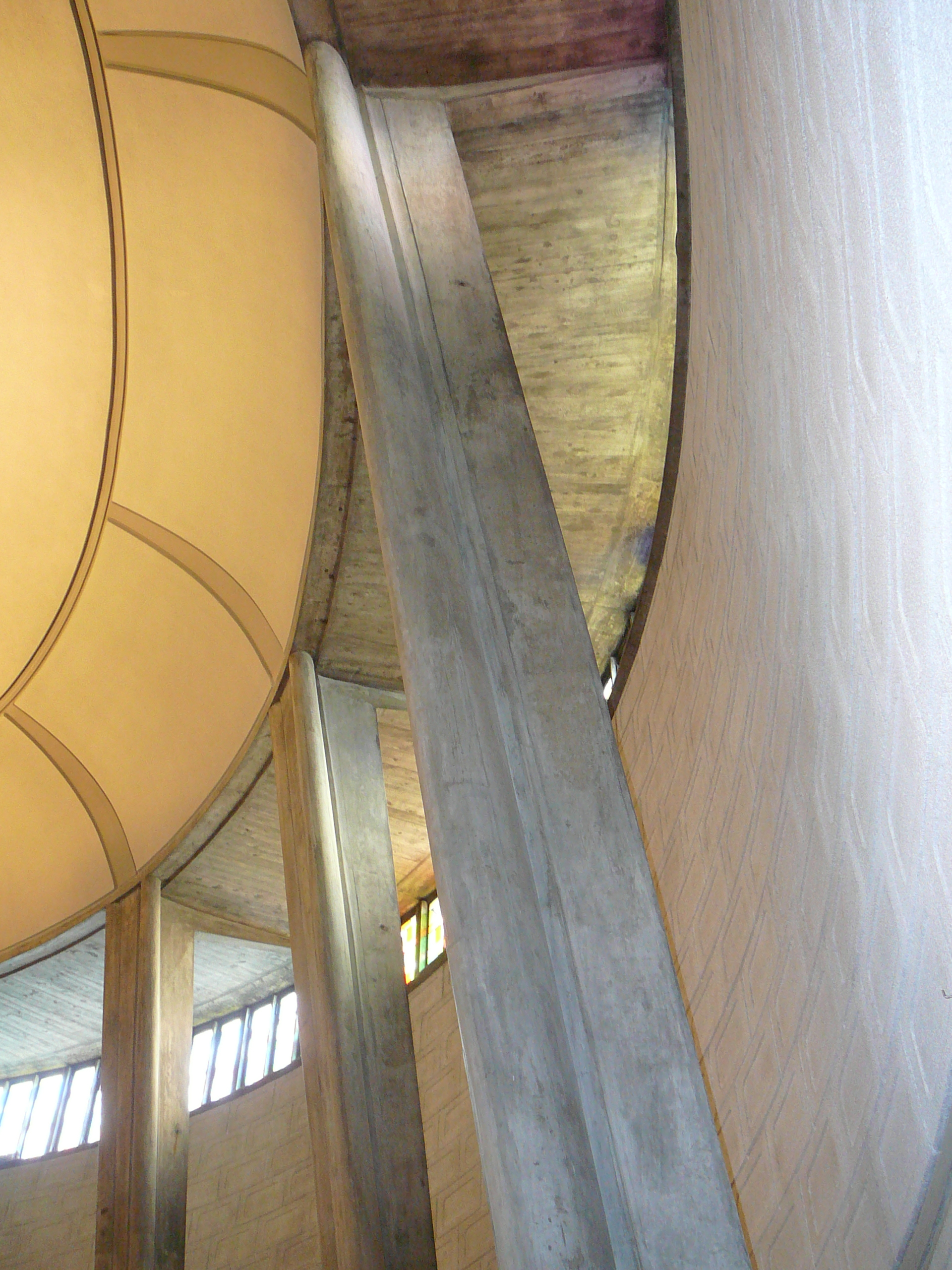
Pfeiler, die den Kirchenraum als Zelt Gottes ausweisen

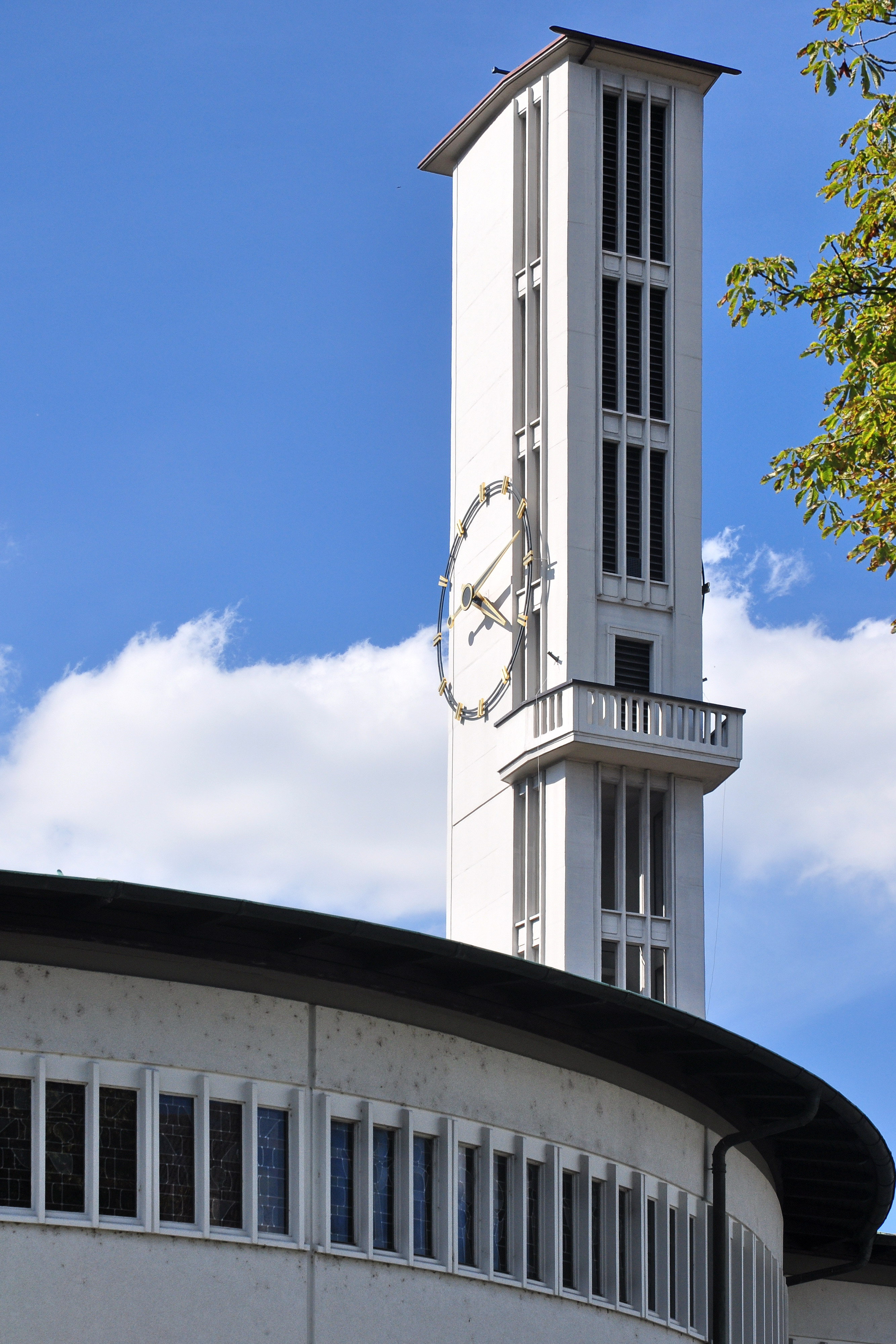
Kirche St. Felix und Regula, Kirchturm

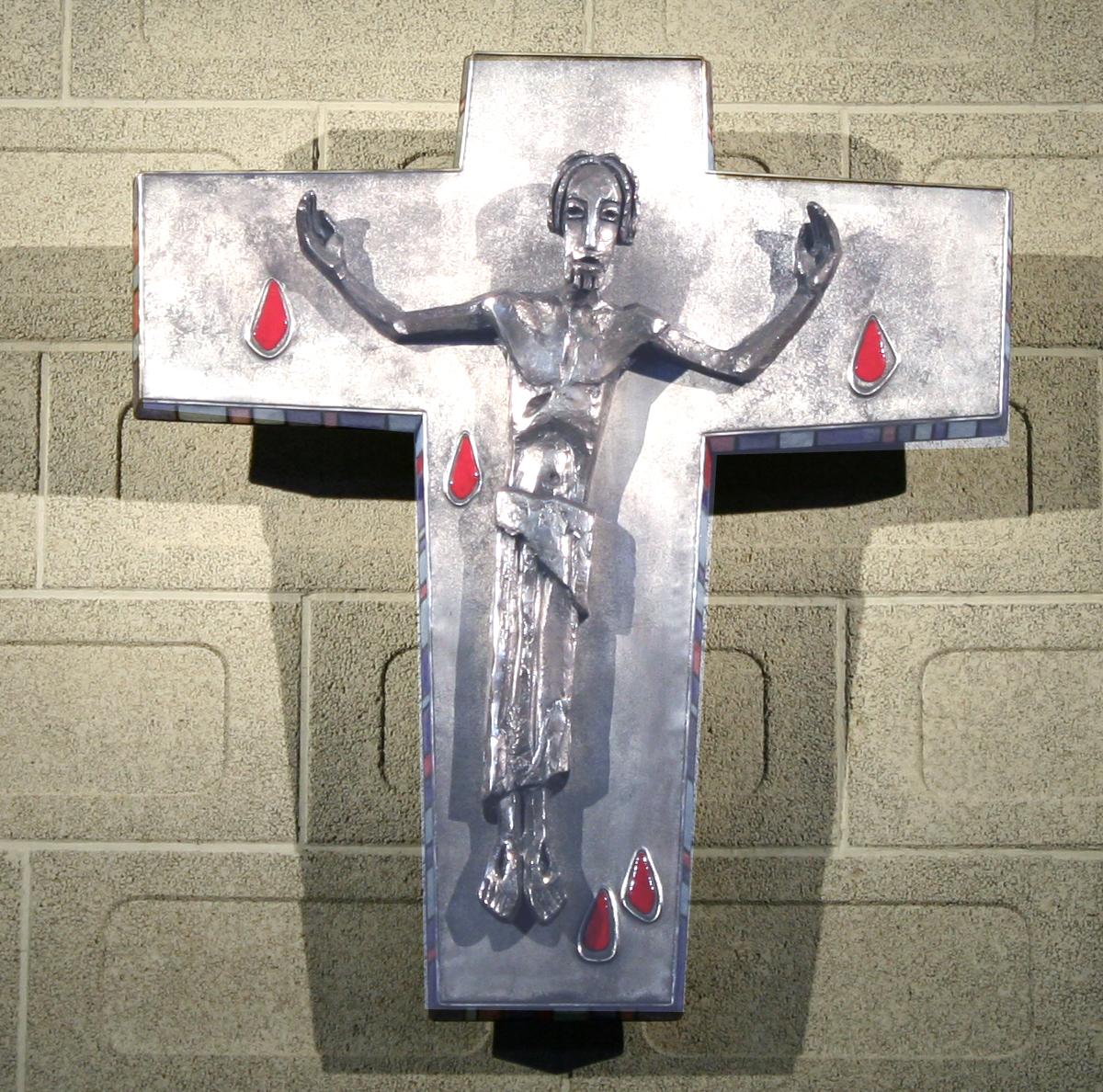
Kruzifix von Albert Schilling

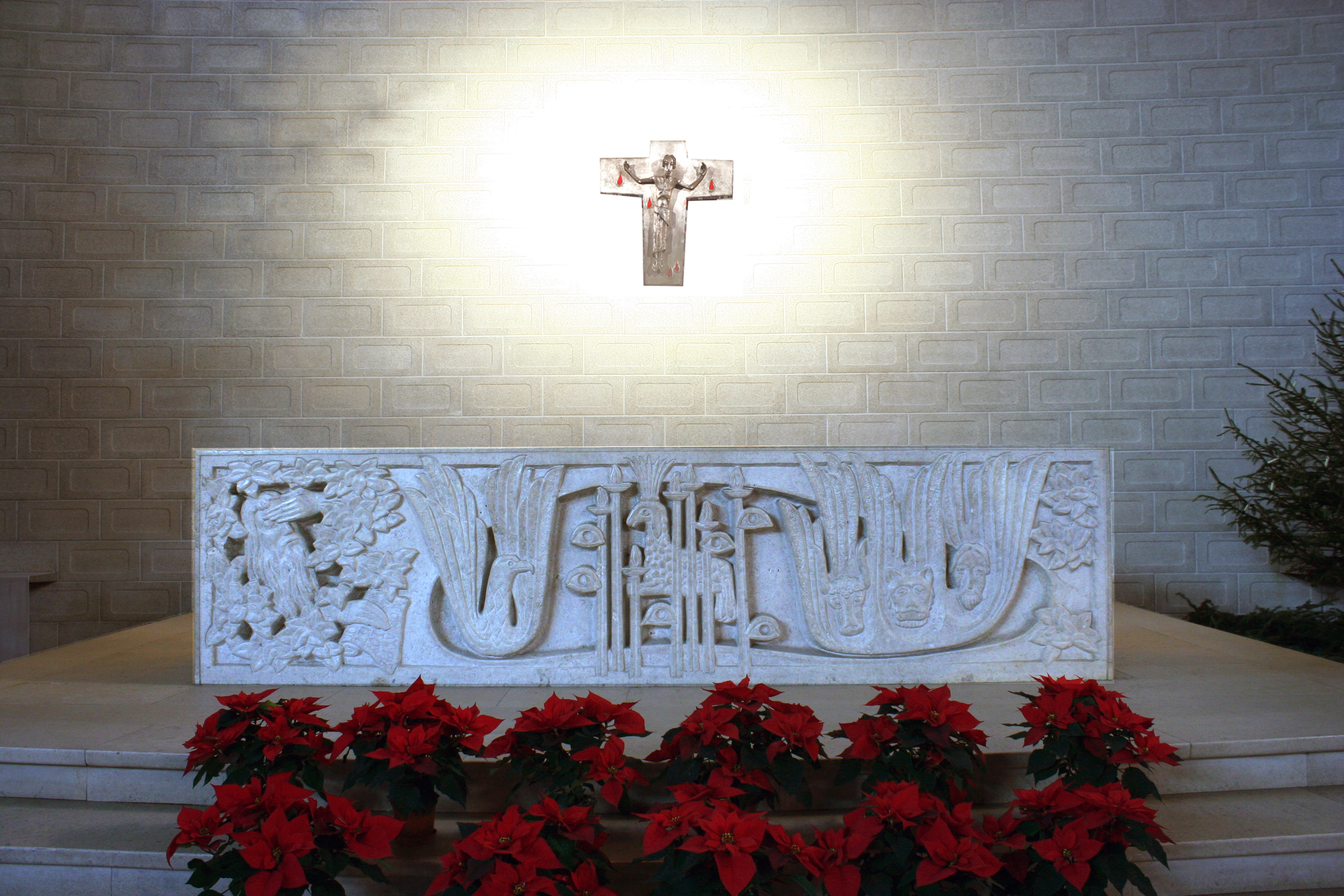
Hauptaltar von Albert Schilling

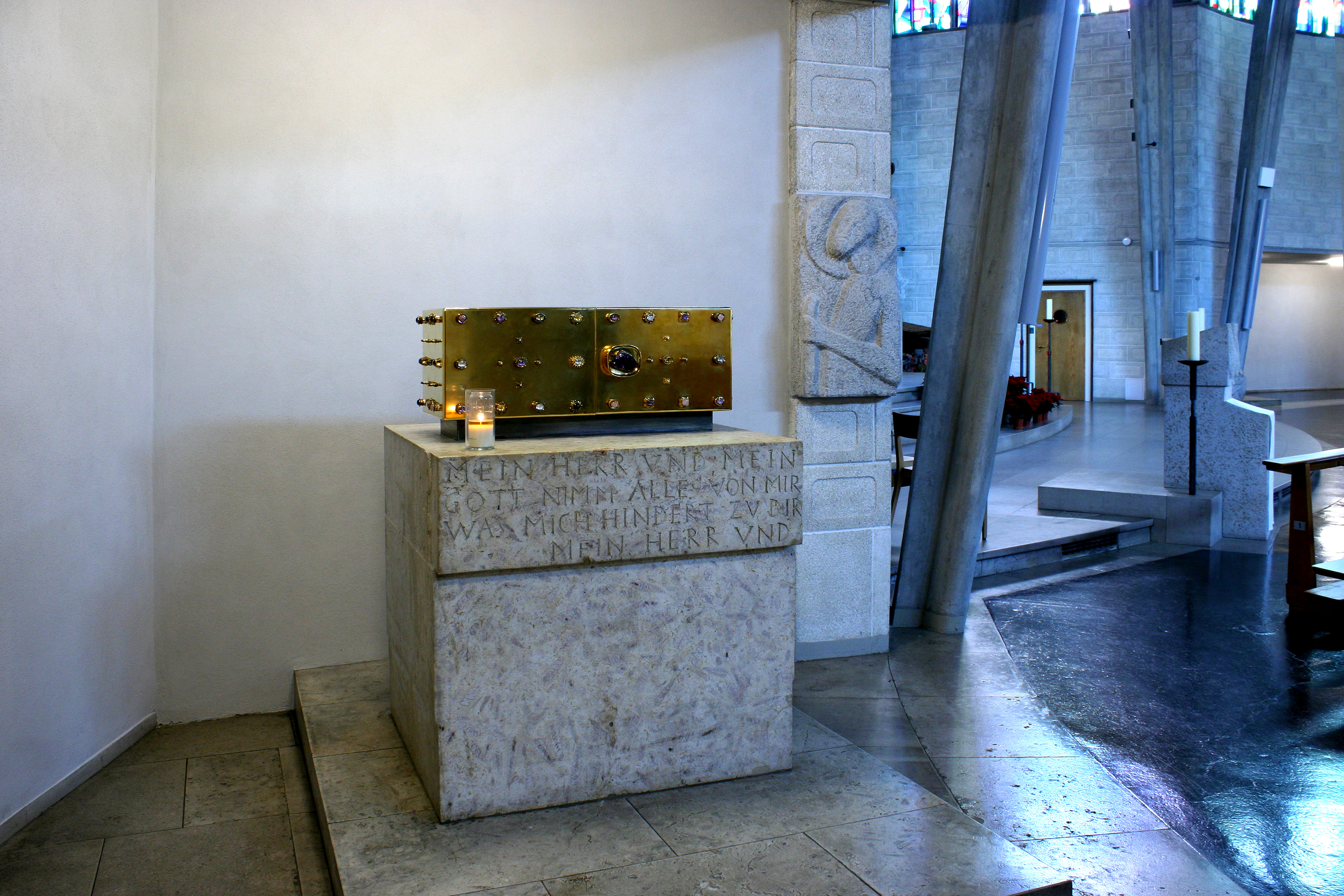
Tabernakel von Alfred Huber

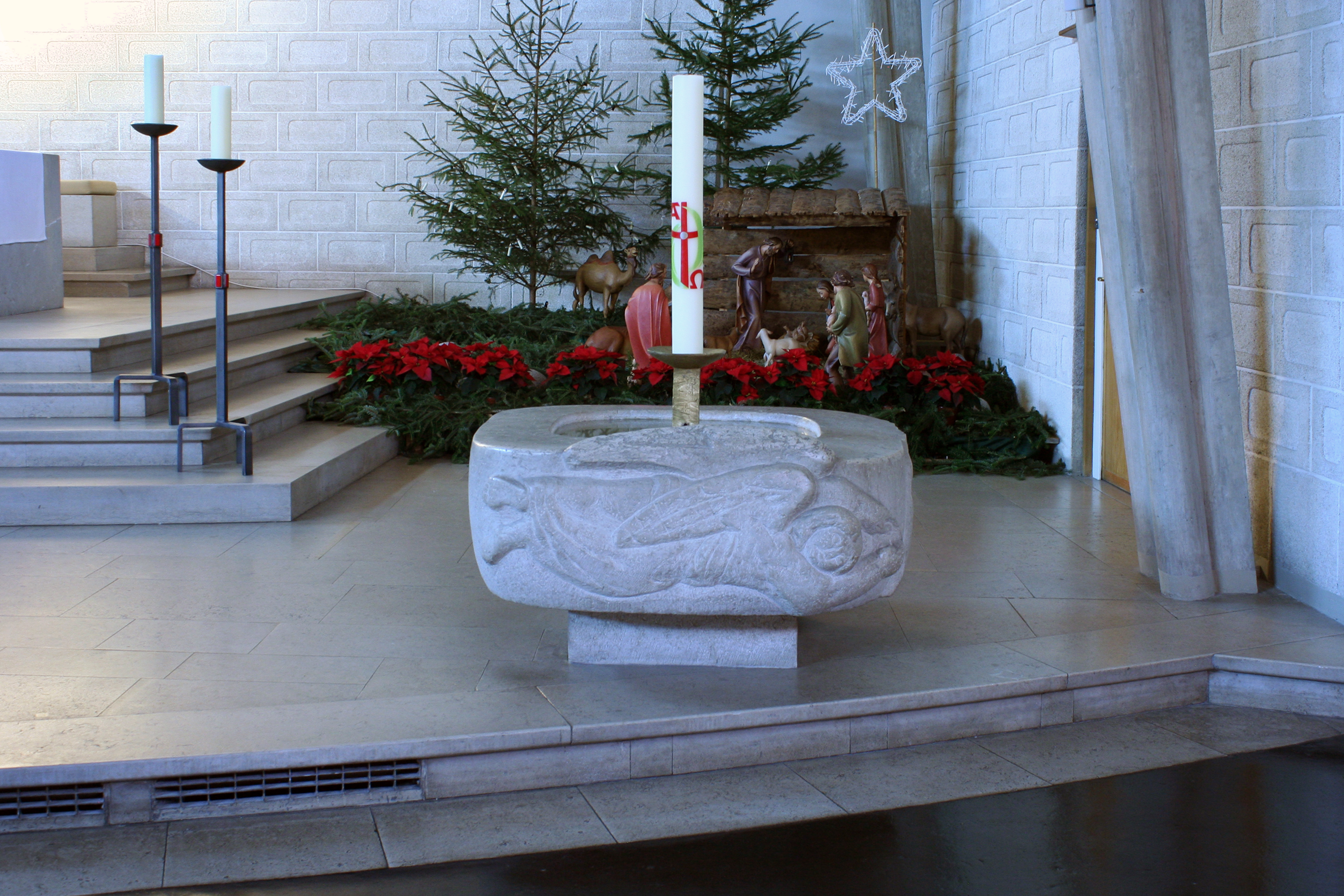
Taufstein von Alfred Huber

Die Kirche St. Felix und Regula ist die römisch-katholische Pfarrkirche des Zürcher Stadtteils Hard. Sie trägt das Patrozinium  der Stadtpatrone Zürichs Felix und Regula und besitzt als Besonderheit den grössten Glasbildzyklus, den der Künstler Ferdinand Gehr geschaffen hat.

## Geschichte

### Hintergründe und Vorgeschichte
Das Quartier Hard ist ein traditionelles Arbeiterquartier der Stadt Zürich. Nach der Tieferlegung der Seebahn im Jahr 1927 wurde das bisher kaum bebaute Gebiet vom Städteplaner Konrad Hippenmeier strukturiert. Baugenossenschaften und die Stadt Zürich errichteten Wohnkolonien und schufen damit Platz für die zahlreichen Arbeiter, die wegen der nahe gelegenen Industrie ins Quartier Hard ziehen wollten.
Die Pfarrei Herz Jesu Wiedikon, zu der das Quartier Hard gehörte, reagierte auf die wachsende Bevölkerung. So wurde am 1. April 1927 für den Bau der heutigen Kirche St. Felix und Regula Land gekauft. Auf dem Areal befand sich eine alte Scheune, die zu einer Notkirche umgewandelt wurde. Am 7. Juli 1936 fand darin der erste Gottesdienst statt.
Mit Beginn des Schuljahres 1932/1933 wurde im Quartier Hard der Religionsunterricht aufgenommen. Im Jahre 1939 mietete die Pfarrei Herz Jesu an der Zypressenstrasse 11 eine Wohnung an, in der eine Beratungsstelle für religiöse und soziale Fragen eingerichtet und die später zu einem Vikariat erhoben wurde. So konnte die Seelsorge im Quartier Hard weiter aufgebaut werden.

### Baugeschichte
1944 bereitete der diözesane Kultusverein einen Wettbewerb für den Bau einer Kirche im Hardquartier vor. Die Stadt Zürich sprach Subventionen für den Bau aufgrund der Arbeitslage zu unter der Bedingung, dass der Architekturwettbewerb ohne konfessionelle Einschränkungen stattfinden sollte. Namhafte katholische und reformierte Architekten reichten Projekte ein, u. a. Fritz Metzger, Ferdinand Pfammatter, Karl Strobel, Robert Landolt und Roland Rohn. Der erste Preis wurde Roland Rohn zuerkannt, drei weitere wurden zweitplatziert sowie zwei weitere Projekte angekauft, darunter auch dasjenige von Fritz Metzger. Die Preisvergabe löste heftige Reaktionen aus. Zu unterschiedlich sind die Meinungen über das Kirchenbild, im städtebaulichen Kontext zur Frage der Repräsentanz im Stadtgefüge, zum Kirchen- und Gottesdienstverständnis bei der Raumform. Pfarrer Benjamin Simmen, der mit dem Siegerprojekt unzufrieden war, besprach sich mit Hermann Baur, der zur Preisvergabe der Jury Stellung bezog und das Projekt von Architekt Fritz Metzger und Ingenieur Emil Schubiger zur Umsetzung empfahl. Dieser erhielt daraufhin den Zuschlag und realisierte sein leicht abgeändertes Projekt.
In den Jahren 1949–1950 wurde die Kirche St. Felix und Regula nach den Plänen des Architekten Fritz Metzger, der auch die Kirchen Maria Lourdes (Seebach) und St. Theresia (Friesenberg) entworfen hatte, erbaut. Am 21. Mai 1949 war der Spatenstich, am 3. Oktober 1949 das Richtfest und am 10. Dezember 1950 die Kirchweihe der Kirche durch den Bischof von Chur, Christian Caminada.
1951 wurde Felix und Regula durch Bischof Christian Caminada zur Pfarrei erhoben und von der Mutterpfarrei Herz Jesu Wiedikon abgetrennt.
Am 3. März 1968 konnte das Kirchgemeindehaus eingeweiht werden.
Am Festtag der Stadtheiligen von Zürich, dem 11. September 2011, wurde der neu gestaltete Vorplatz der Kirche eröffnet. In den Jahren 2012–2013 wurde die Kirche umgebaut und in Zusammenarbeit mit dem Denkmalschutz in den Bauzustand der 1960er Jahre zurückgeführt.
Die Pfarrei St. Felix und Regula ist mit 3‘188 Mitgliedern (Stand 2021) eine der kleineren römisch-katholischen Kirchgemeinden der Stadt Zürich.

### Namensgebung
Pfarrer Christian Herrmann von der Herz-Jesu-Kirche Wiedikon beschloss im Jahr 1926, die zukünftige Pfarrei für das damals kinderreichste Quartier Friesenberg der Hl. Theresia vom Kinde Jesu zu widmen, die Pfarrei für das seiner Meinung nach glaubensärmste Quartier Hard dagegen nach den Glaubens- und Blutzeugen St. Felix und Regula zu benennen.

## Baubeschreibung

### Hintergrund
Fritz Metzger hatte an der ETH Zürich bei Karl Moser studiert und war deshalb mit den Anfängen der modernen Kirchenarchitektur in der Schweiz vertraut. Er realisierte mit den beiden Kirchen St. Franziskus, Riehen und St. Felix und Regula, Zürich-Hard nach dem Zweiten Weltkrieg zwei zukunftsweisende Kirchgebäude, die keine Longitudinalbauten mehr darstellten, sondern die Grundrisse in Form eines Trapezes (Riehen) bzw. eines Ovals (Zürich-Hard) aufwiesen. Mit diesen innovativen Grundrissen rückte Fritz Metzger vom Longitudinalprinzip ab und begründete dies damit, dass die «Gemeinschaft der Gläubigen nahe vor dem Altar und Kreuz im geistigen und räumlichen Zentrum zu besammeln» seien. Dieser Gedanke greift die Forderung der Liturgischen Bewegung nach einer Participatio actuosa auf und nimmt die Konstitution über die heilige Liturgie des Zweiten Vatikanischen Konzils vorweg.
Der Architekt Fritz Metzger stützte sich beim Entwurf der Kirche St. Felix und Regula auf die Offenbarung des Johannes (Kapitel 21, Verse 2-4), in der das neue Jerusalem als Zelt Gottes unter den Menschen beschrieben wird. Der Rundbau von Felix und Regula sollte mit seinen Betonstützen an das Zelt Gottes erinnern. Ein zweites Element, das das Kirchengebäude mit seiner Anlehnung an ein Zelt aufnimmt, ist die Legende der Kirchenpatrone St. Felix und Regula. Diese waren mit der Thebäischen Legion ebenfalls mit Zelten unterwegs. Die sichtbaren Bausteine der Kirchenwände erinnern zudem an den Gedanken, dass die Stadtheiligen Felix und Regula in Zürich als lebendige Bausteine begannen, die christliche Gemeinde von Zürich aufzubauen.

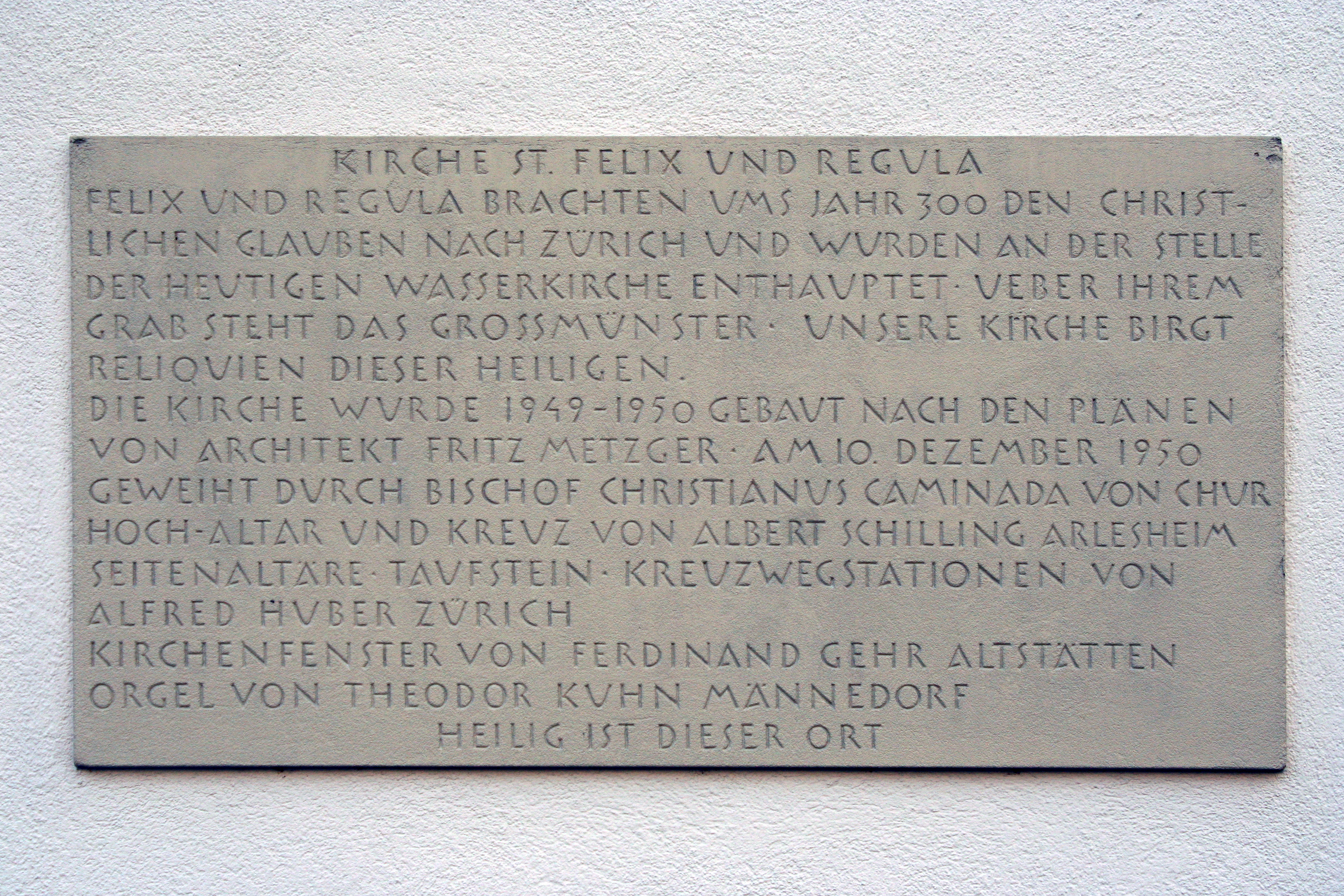
Inschrift an der Aussenfassade
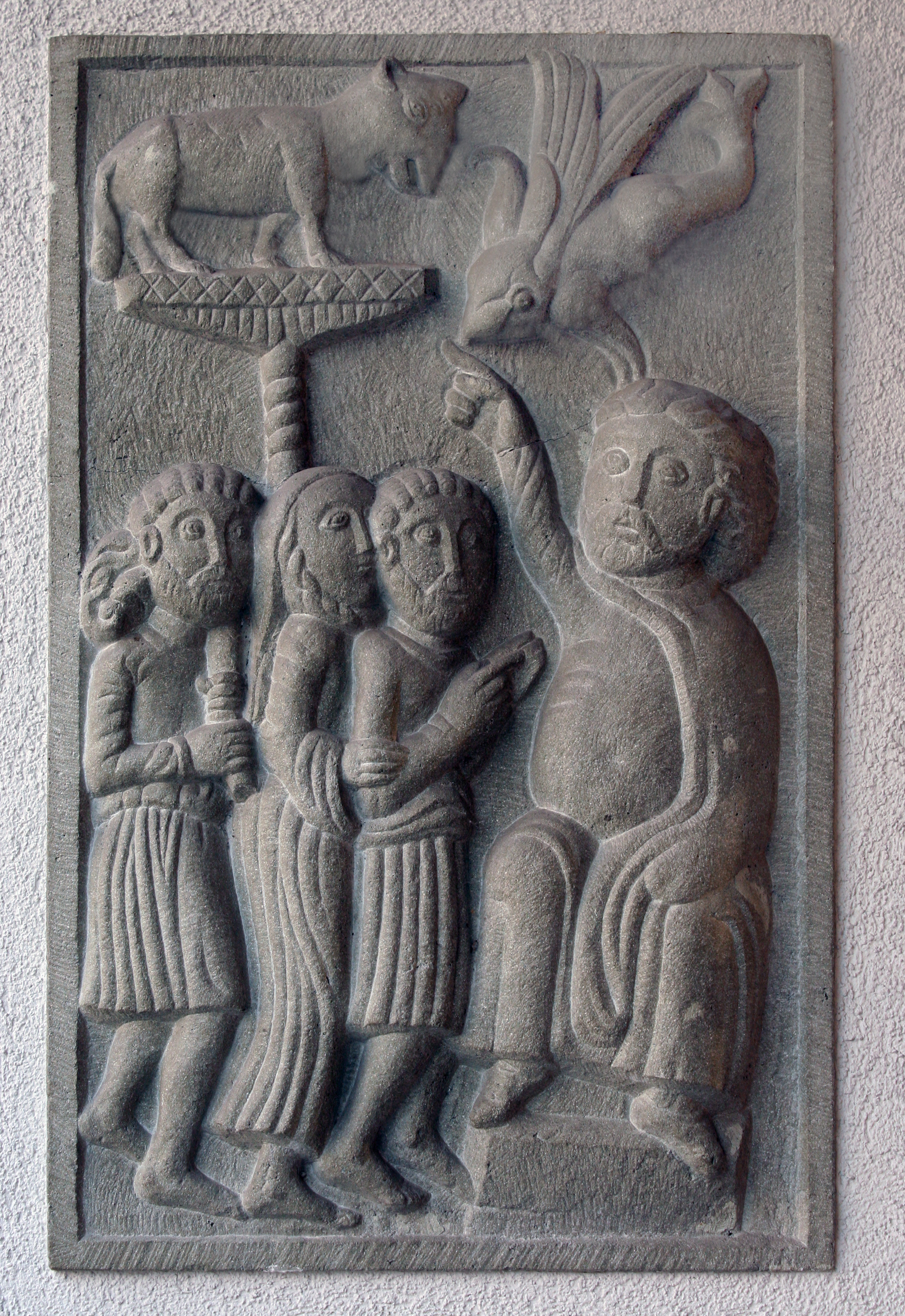
Felix-und-Regula-Relief
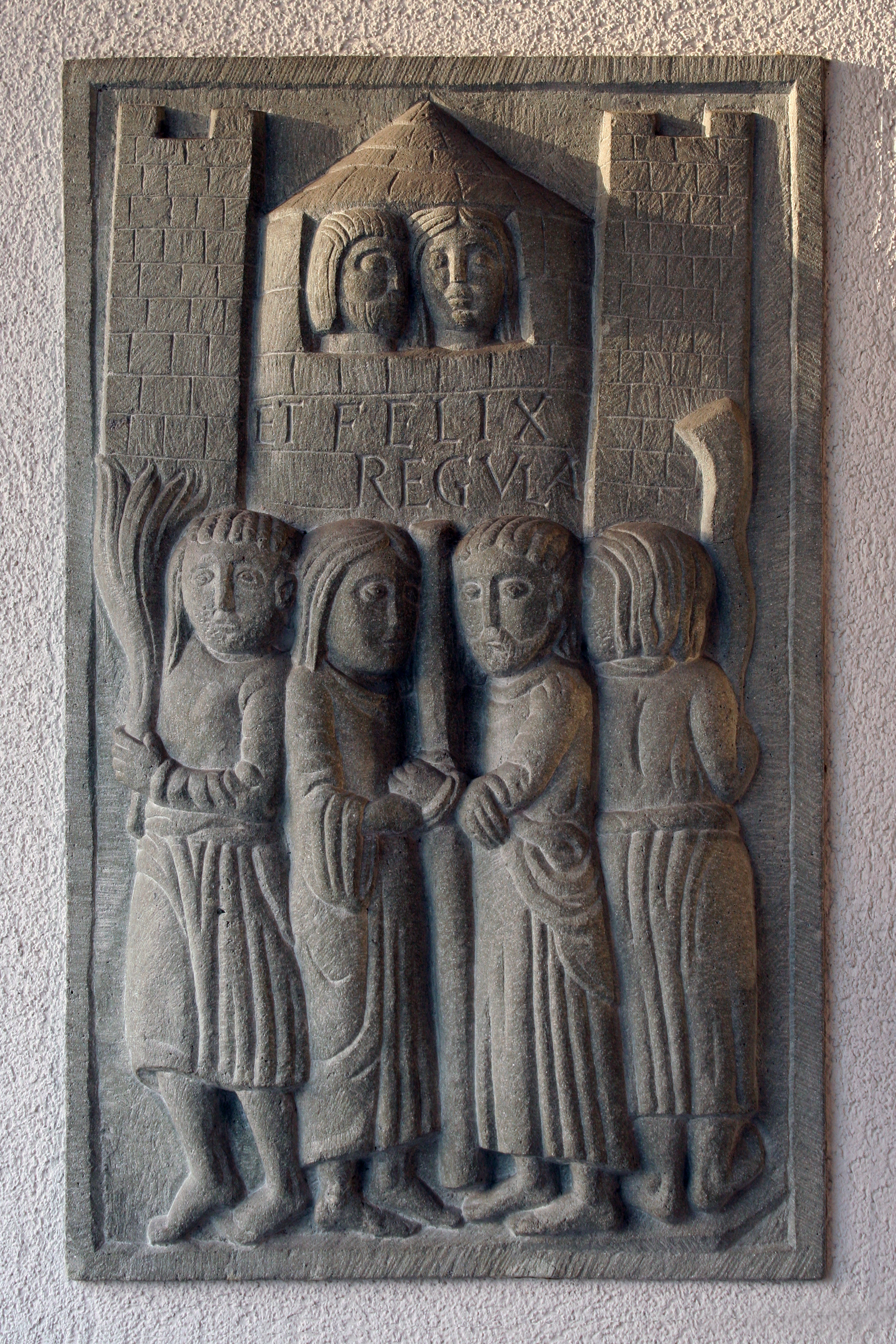
Zweites Relief an Aussenfassade
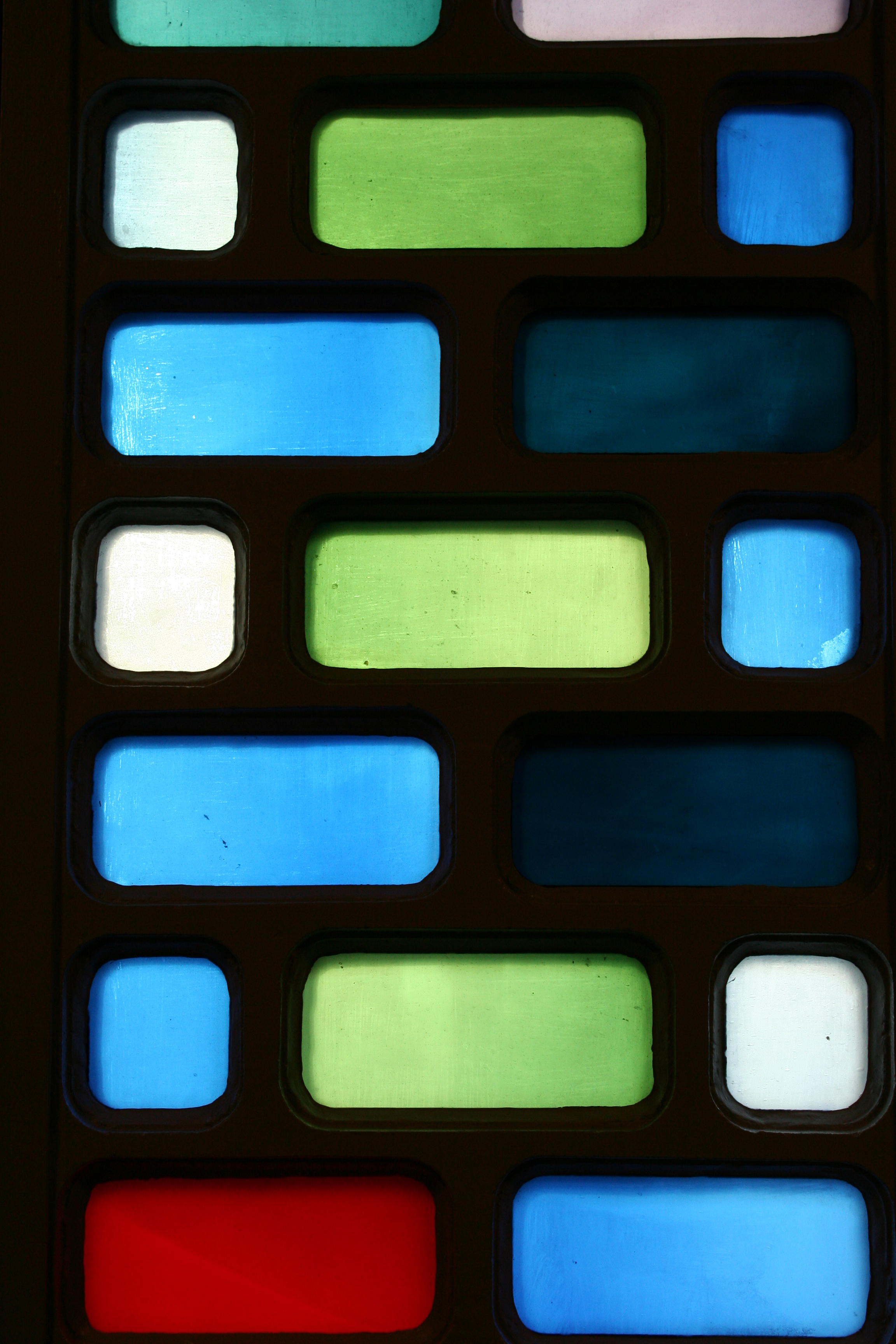
Glasbausteine bei Kirchenportal

### Äusseres
Architekt Fritz Metzger schreibt: «Die Schwierigkeit, eine Kirche in ein Mietquartier einzufügen, ist im vorliegenden Fall noch erhöht worden durch den trapezförmigen Bauplatz und seine Lage zur Sonne. Man mussten den sakralen Bau in Kontrast zur profanen Umwelt setzen und dementsprechend Lage, Form und Höhe wählen. Dies war bei dem gegebenen Bauplatz möglich und zwar durch ein Absetzen von den Baufluchten, durch ein Distanznehmen von den Wohnhäusern und durch die Anlage einer Mitte, die im Ausgleich zu den starren Baumassen der Umgebung steht. Im Gegensatz zu den ausschliesslich kubischen Wohnblöcken soll das weite Oval des Gemeinderaums Entspannung bieten und Refugium sein. Die Grösse einer Kirche ist von anderer Ordnung und lässt sich nicht an der Höhenentwicklung ihrer Umgebung ablesen. Um das Mass zu wahren, innerhalb dessen das Monumentale menschlich bleibt, ist sie niedrig gehalten, so niedrig als der Innenraum es erlaubt.»
Die Kirche St. Felix und Regula befindet sich bei der Einmündung der Hirzel- in die Hardstrasse. Auf der äusseren Ecke des trapezförmigen Grundrisses steht der Turm, etwas zurückversetzt die Kirche mit der breit gerundeten Fassade. Dahinter folgt das 1968 erstellte Pfarreizentrum.

### Kirchturm und Glocken
Zusammen mit der Kirche wurde der Turm 1949/1950 erbaut. Am 8. Oktober 1953 goss die Firma H. Rüetschi, Aarau die Glocken für die Kirche St. Felix und Regula und einen Monat später, am 8. November weihte der Diözesanbischof Christian Caminada das Geläute. Im Jahr 1957 wurde die Turmuhr installiert.
| Nummer | Gewicht | Ton | Widmung            |
| ------ | ------- | --- | ------------------ |
| 1      | 3485 kg | B   | Dreifaltigkeit     |
| 2      | 1863 kg | d   | Muttergottes Maria |
| 3      | 1093 kg | f   | Felix und Regula   |
| 4      | 735 kg  | g   | Hl. Josef          |
| 5      | 554 kg  | a   | Schutzengel        |

### Innenraum und künstlerische Ausstattung
Fritz Metzger gestaltete den Eingangsbereich sowie den Gemeinde- und den Altarraum als differenzierte Einheit. Der einzelne sollte so schrittweise in die Gemeinschaft der Gläubigen und hin zum Geschehen am Altar geführt werden. Der Eingang ist schlicht gestaltet. Durch die beiden Anbauten auf der Seite des Hauptraumes wird eine basilikale Struktur angesprochen. Der Hauptraum besteht aus einer ovalen Rotunde, die mit einer flachen Schalenkuppel abgeschlossen wird. Mit den neuen Baustoffen und Konstruktionsmöglichkeiten schuf Ingenieur Emil Schubiger die wie aus einem Guss geformte Kuppel. Diese wird von konzentrisch nach innen geneigten Stützen getragen, die sich mit ihrem Fuss gegen den Sockel der Ringmauer anstemmen. Die Wände sind mit Kunststeinen aus Kalk verkleidet und bestimmen zusammen mit den Sichtbetonelementen das Innere der Kirche. Der Altarraum ist etwa doppelt so breit wie tief und mit einem flachen Korbbogen gewölbt.
Der Künstler Albert Schilling, Arlesheim schuf 1950 den freistehenden Hauptaltar mit seinem Relief, das das Osterlamm mit 7 Augen und 7 Hörnern (Symbol für Weisheit, Kraft, Herrschaft und Würde Gottes) sowie das versiegelte Buch nach dem 5. Kapitel der Offenbarung thematisiert. Das Lamm wird von sieben Leuchtern (Symbol für die versammelte Gottesdienstgemeinde) umgeben. In den Hauptaltar eingelassen sind Reliquien der Patrone St. Felix und Regula, die aus der Pfarrkirche Andermatt stammen.
Albert Schilling gestaltete auch das an der Chorwand hängende Kreuz, welches er im Jahr 1954 aus Mahagoni (das Holz erinnert an das Holz des Kreuzes Christi), Silber und Email (Sinnbild für die Auferstehung und den festlich geschmückten Bräutigam der Kirche) fertigte. Diese Gestaltung des Kreuzes lehnt sich an die Offenbarung 19, 1-10 an.
Die Seitenaltäre und den Taufbrunnen mit den Reliefs eines Engels und eines Fischs gestaltete Alfred Huber, Rümlang im Jahr 1950. Der Taufbrunnen wurde im Jahr 1983 ergänzt durch fliessendes Wasser und den Ständer für die Osterkerze, die seitdem das ganze Jahr hindurch im Taufbrunnen verbleibt. Diese Elemente von Wasser und Licht verweisen auf den Zusammenhang von Taufe und Ostern.
Alfred Huber schuf auch die Kreuzwegstationen und überarbeitete nach der Liturgiereform des Zweiten Vatikanischen Konzils die Seitenaltäre im Jahr 1964. Der eine Seitenaltar wurde hierbei zum Sockel für den Tabernakel umgearbeitet. Der im Jahr 1950 angefertigte Tabernakel stammt von Martha Flüeler, Zürich, die ihn mit Edelsteinen verzierte, welche auf den wahren Schatz, nämlich Jesus Christus, verweisen. Neben dem Sakramentsaltar befindet sich ein Relief des Bruders Klaus. Alfred Huber hatte es im Jahr 1965 gestaltet.
Der andere Seitenaltar ist der Felix-und-Regula-Reliquienaltar, wo die Reliquien der Stadt- und Kirchenpatrone aufbewahrt werden. Diese Reliquien bestehen aus Teilen zweier Rippen der Heiligen, welche auf Veranlassung von Herzog Hermann (926-949) durch den späteren Bischof Hartpert von Chur den Mönchen von Einsiedeln übergeben wurden. Abt Benno Gut hatte am 17. November 1949 der neu entstandenen Pfarrei St. Felix und Regula Teile dieser Rippen geschenkt.
Im Jahr 1972 gestaltete Alfred Huber die Kirchenausstattung mit dem Ambo weiter aus, auf dessen Frontseite eine Taube als Relief abgebildet ist. Unter dem Relief befindet sich eine offene Bibel, die zum Lesen und Meditieren des Wortes Gottes einlädt.
In der rechten Seiten-Nische der Kirche schuf Maya Armbruster eine Spirale als Symbol für den Weg des Lebens und des Glaubens, der auf einen Ammoniten im Zentrum der Spirale zuläuft, dieser wiederum als Sinnbild für das Ziel des Lebens- und Glaubensweges: Gott selbst.

### Spätere Veränderungen
Weil der Kirchraum mit seiner künstlerischen Ausstattung als spartanisch empfunden wurde, beauftragte man in den Jahren 1981 bis 1983 die Künstlerin Maya Armbruster, die Gestaltung der Kirche zu ergänzen. An der Chorwand gestaltete Maya Armbruster im Jahr 1982 einen Lebensbaum um das Kreuz. Die Künstlerin schuf dieses Werk in Anlehnung an 1 Mose 2, 9 f., wo der Baum des Lebens und der Baum der Erkenntnis thematisiert werden. Aus dem einen Stamm verzweigten sich zwei Äste, die den Alten und den Neuen Bund symbolisierten und mit ihrer Herkunft aus dem gleichen Stamm auf die Einheit von Altem und Neuem Bund verwiesen.
1983 schuf die Künstlerin Maya Armbruster in der linken Seiten-Nische der Kirche ein Relief, das einen Fischzug darstellt. Sieben Fische schwammen auf den Sakramentsaltar zu und verwiesen mit der Zahl sieben auf die sieben Sakramente, mit der Gestalt der Fische auf das Wortspiel ICHTHYS (griechisch für Fisch, gleichzeitig Abkürzung für Jesus). Die vorderen beiden Fische waren von den restlichen fünf etwas abgesondert und verwiesen auf die Ostererzählung bei Joh 20,1-10, in der Johannes und Petrus zum Grab des Auferstandenen eilen und damit den anderen Jüngern (dargestellt durch die anderen fünf Fische) vorausgehen.

### Rückführung der künstlerischen Ausstattung
In Zusammenarbeit mit der Baudenkmalpflege entschied die Pfarrei St. Felix und Regula, bei der Gesamtrenovation der Kirche 2012–2013 dem Gebäude seine ursprüngliche Ausdrucksstärke zurückzugeben. Deshalb wurden die Kunstwerke von Maya Armbruster abgeschlagen, was zu heftigen Reaktionen führte. Ziel dieser Rückführung war es, den Innenraum der Kirche «in der Bescheidenheit der originalen Materialien den Reichtum und die Schönheit der Kirche zur Geltung zu bringen».

### Glasfenster
Ferdinand Gehr schuf 1954 in der Kirche St. Felix und Regula seinen grössten Glasbildzyklus. Es handelt sich um 178 Kirchenfenster, die als Band knapp unter der Flachkuppel des Kirchenraums verlaufen. In den Glasfenstern des Kirchenschiffs stellte der Künstler die Seligpreisungen dar, indem er jeder Seligpreisung einen Heiligen zuordnete, der diese Seligpreisung in seinem Leben exemplarisch verwirklicht hat: Selig die Armen (St. Franziskus), Selig die Trauernden (St. Petrus), Selig die Sanftmütigen (St. Theresia), Selig die hungern und dürsten nach Gerechtigkeit (St. Bernhard), Selig die Barmherzigen (St. Elisabeth), Selig, die ein reines Herz haben (St. Josef), Selig die Frieden stiften (St. Bruder Klaus), Selig die Verfolgten (St. Felix und Regula).
Die Fenster bei der Orgel zeigen die fünf klugen und die fünf törichten Jungfrauen sowie den Lobgesang der drei Jünglinge im Feuerofen.
Über die Glasfenster im Chor der Kirche schreibt Ferdinand Gehr: «Die Ideen der Bilder im Altarraum wollen auf die geistige Erhebung im göttlichen Bereich hinweisen.»

### Orgel

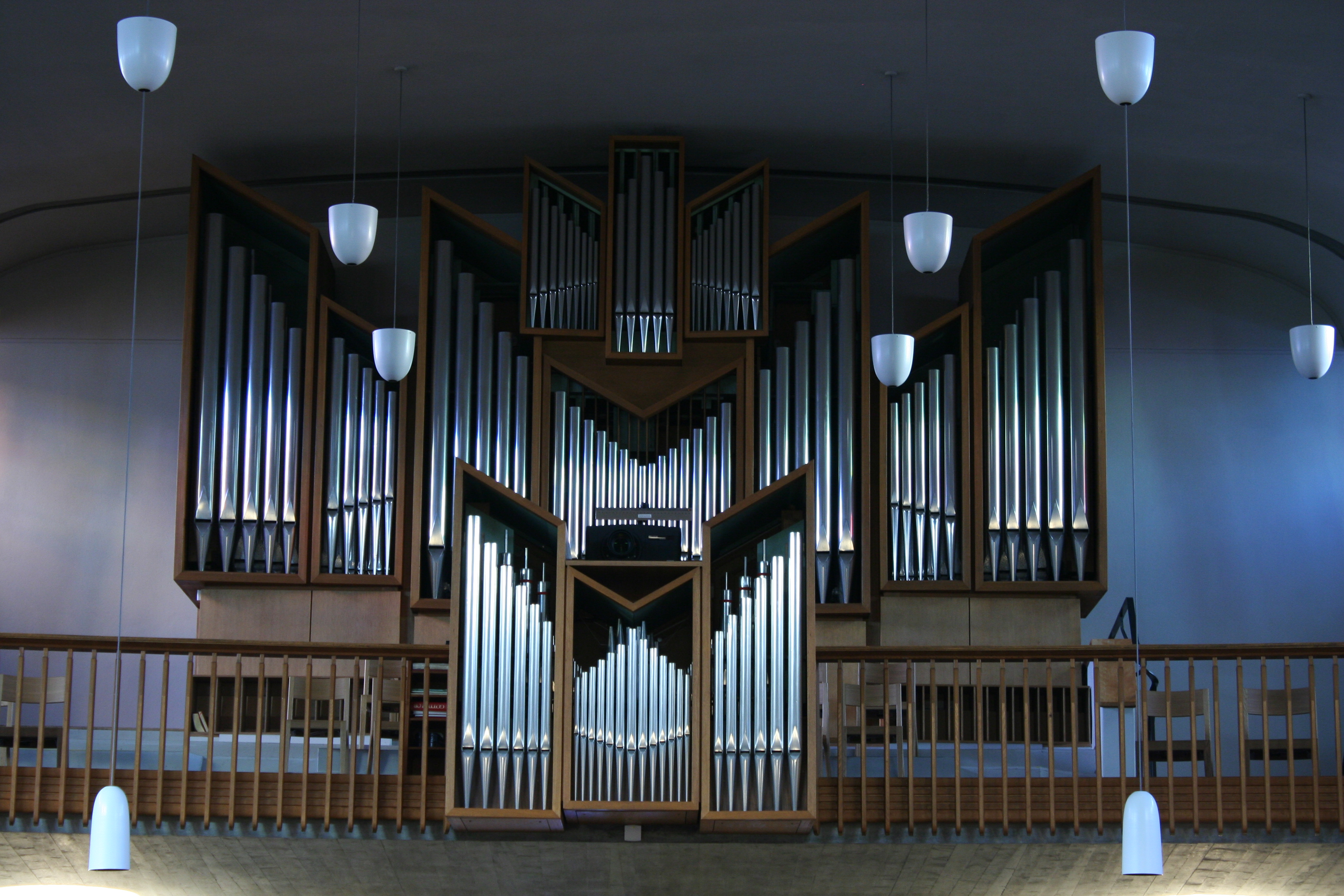
Die Kuhn-Orgel von 1964

Die Orgel mit drei Manualen und Pedal sowie 32 Registern wurde von Orgelbau Theodor Kuhn, Männedorf, in den Jahren 1964/1965 erbaut. Sie verfügt über eine mechanische Spiel- und eine elektropneumatische Registertraktur. Die Disposition der Orgel lautet:
| I Rückpositiv C–g3 |                |
| Rohrgedackt        | 8′             |
| Praestant          | 4′             |
| Koppelflöte        | 4′             |
| Sesquialtera       | 2 ⁄3′ + 1 3⁄5′ |
| Principal          | 2′             |
| Larigot            | 1 ⁄3′          |
| Cymbel III–IV      | 2⁄3′           |
| Krummhorn          | 8′             |

| II Hauptwerk C–g3 |       |
| Quintatön         | 16′   |
| Principal         | 8′    |
| Gemshorn          | 8′    |
| Octave            | 4′    |
| Nachthorn         | 4′    |
| Octave            | 2'    |
| Mixtur IV–VI      | 1 ⁄3′ |
| Trompete          | 8′    |

| III Oberwerk schwellbar C–g3 |       |
| Gedackt                      | 8′    |
| Salicet                      | 8′    |
| Principal                    | 4′    |
| Rohrflöte                    | 4′    |
| Nasat                        | 2 ⁄3′ |
| Waldflöte                    | 2′    |
| Scharf IV                    | 1'    |
| Regal                        | 8'    |
| Schalmei                     | 4'    |
| Tremulant                    |       |

| Pedal C–f1 |       |
| Principal  | 16′   |
| Subbass    | 16′   |
| Octave     | 8′    |
| Spitzflöte | 8′    |
| Octave     | 4′    |
| Mixtur IV  | 2 ⁄3′ |
| Posaune    | 16′   |

- Koppeln: I/II, III/II, I/P, II/P, III/P
- Spielhilfen: 3 freie Kombinationen, 2 feste (Choralforte, Tutti), Crescendo-Schweller (Fussbedienung), Balancetritt für Schweller Oberwerk, Einzelabsteller (Zungen, Mixturen, Man. 16′)

## Kapelle
Bereits während des Baus der Kirche wurde eine Kapelle eingerichtet, die für kleinere Gottesdienstfeiern bestimmt war. Im Jahr 1981 wurde Maya Armbruster beauftragt, diese Kapelle künstlerisch auszugestalten. Die Künstlerin schuf an der Frontwand der Kapelle ein Gemälde, welches über dem Altar die Eucharistie mit Messkelch und Fisch (Zeichen für Jesus Christus) darstellte. Darüber befand sich ein Kreuz mit nach oben gebogenen Armen vor einem roten Kreis. Dieses Gemälde sollte verdeutlichen, wie beim Feiern der Eucharistie sich Erde und Himmel, Vergängliches und Unvergängliches, Unvollkommenes und Vollkommenes miteinander verbinden.
Bei der Gesamtsanierung der Kirche im Jahr 2012 wurde auch in der Kapelle das Werk von Maya Armbruster entfernt und der Raum in seine ursprüngliche Schlichtheit zurückversetzt. Die Kapelle findet seitdem als Besinnungsraum Verwendung.